# Chiesa dei Santi Nazzaro e Celso (Gambarogno)
La chiesa parrocchiale dei Santi Nazzaro e Celso è un edificio religioso che si trova a San Nazzaro, frazione di Gambarogno in Canton Ticino.

## Storia
La struttura viene citata per la prima volta in documenti storici risalenti al 1258. Nel 1790 viene ampliata in stile neoclassico.

## Descrizione
La chiesa ha una pianta ad unica navata suddivisa in due campate, sovrastata da una volta a crociera. Il coro è invece coperto da una cupola.